# До кости
До кости (енгл. To the Bone) амерички је драмски филм из 2017. године, сценаристкиње и редитељке Марти Ноксон. Филм прати младу жену, коју тумачи Лили Колинс, док се бори са анорексијом. Премијера филма била је 22. јануара 2017. године на Филмском фестивалу Саунденс, као кандидат на америчком драмском такмичењу. Издат је 14. јула 2017. године широм света на Netflix-у.

## Радња
Елен је двадесетогодишња студенткиња која је напустила факултет, док се бави анорексијом, која се враћа у кућу своје маћехе и оца након што се борила кроз болнички програм и није успела да напредује. Са оцем у одсуству који не жели да се носи са њом, Еленина маћеха, Сузан, повезује је са специјалистом, др Вилијамом Бекамом, који инсистира да се Елен придружи његовом програму за пацијенте. Елен то нерадо чини, али јој се мишљење променила млађа сестра.
Елен се усељава у кућу са још шест пацијената, међу којима су пет младих жена и Лук, оптимистичан балетан, који се скоро опоравио и од анорексије и од повреде колена. Лук се понаша као морални навијач за остале пацијенте и посебно се занима за Елен, откривајући на крају да је обожавалац Еленине уметности.
На сесији породичне терапије са Бекамом, Елен се отац није појавио. До 18 месеци раније, Елен је живела са мајком, која ју је напустила да се пресели у Финикс, са партнерком лезбејком. Откривено је да је претходно уметничко дело које је објавила на Tumblr-у цитирано као утицај девојке која се касније убила. Елен обећава да ће покушати да буде боље, али уместо тога наставља да губи тежину.
Елен напредује, мења име у Ели и повезује се са осталим члановима куће. Изненађена је, међутим, када је Лук пољуби и призна да се почиње заљубљивати у њу. Ухвати је паника и брзо га одбије. Касније сазнаје да је Меган, још једном женом у кући, која је била трудна, побацила своју бебу, наставила је са покушајима након што је достигла 12 недеља и верујући да је безбедна. Догађај шаље Ели у трзај, а она одлучује да побегне. На одласку, Лук је моли да остане, говорећи јој да му је потребна, јер схвата да му је стање колена трајно и да више никада неће моћи правилно да плеше и да му је потребно нешто ново на шта ће се фокусирати. Ели ипак одлази.
Пред смрт, Ели одлази у мајчину кућу. Те ноћи, њена мајка изражава кривицу за постпорођајну депресију коју је имала након порођаја Елен и предлаже да би могла покушати да нахрани Ели флашицом док је љуља како би им помогла да реше оба њихова проблема. Идеја је Ели чудна, али након што јој је мајка рекла да прихвата ако изабере смрт, одлучује да се сложи с том идејом и дозвољава себи да је љуља док је мајка храни пиринчаним млеком из флаше.
Након јела, Ели иде у шетњу ноћу. Онесвестивши се, халуцинира да се налази на дрвету где љуби Лука, који успева да је натера да види колико је болесна. Он јој даје комад угља који представља њену храброст, а она га прогута.
Пробудивши се из сна, Ели одлучује да се врати кући. Она грли своју маћеху и сестру пре него што настави са Бекамовим програмом за пацијенте.

## Улоге
| Глумац          | Улога            |
| --------------- | ---------------- |
| Лили Колинс     | Елен (Ели)       |
| Кијану Ривс     | др Вилијам Бекам |
| Кари Престон    | Сузан            |
| Лили Тејлор     | Џуди             |
| Алекс Шарп      | Лук              |
| Лијана Либерато | Кели             |
| Брук Смит       | Олив             |
| Лесли Биб       | Меган            |
| Кетрин Прескот  | Ана              |
| Сијера Браво    | Трејси           |
| Маја Ешет       | Перл             |
| Линдси Макдауел | Кендра           |
| Рета            | Лобо             |
| Алана Убак      | Карен            |